# Moryskowie

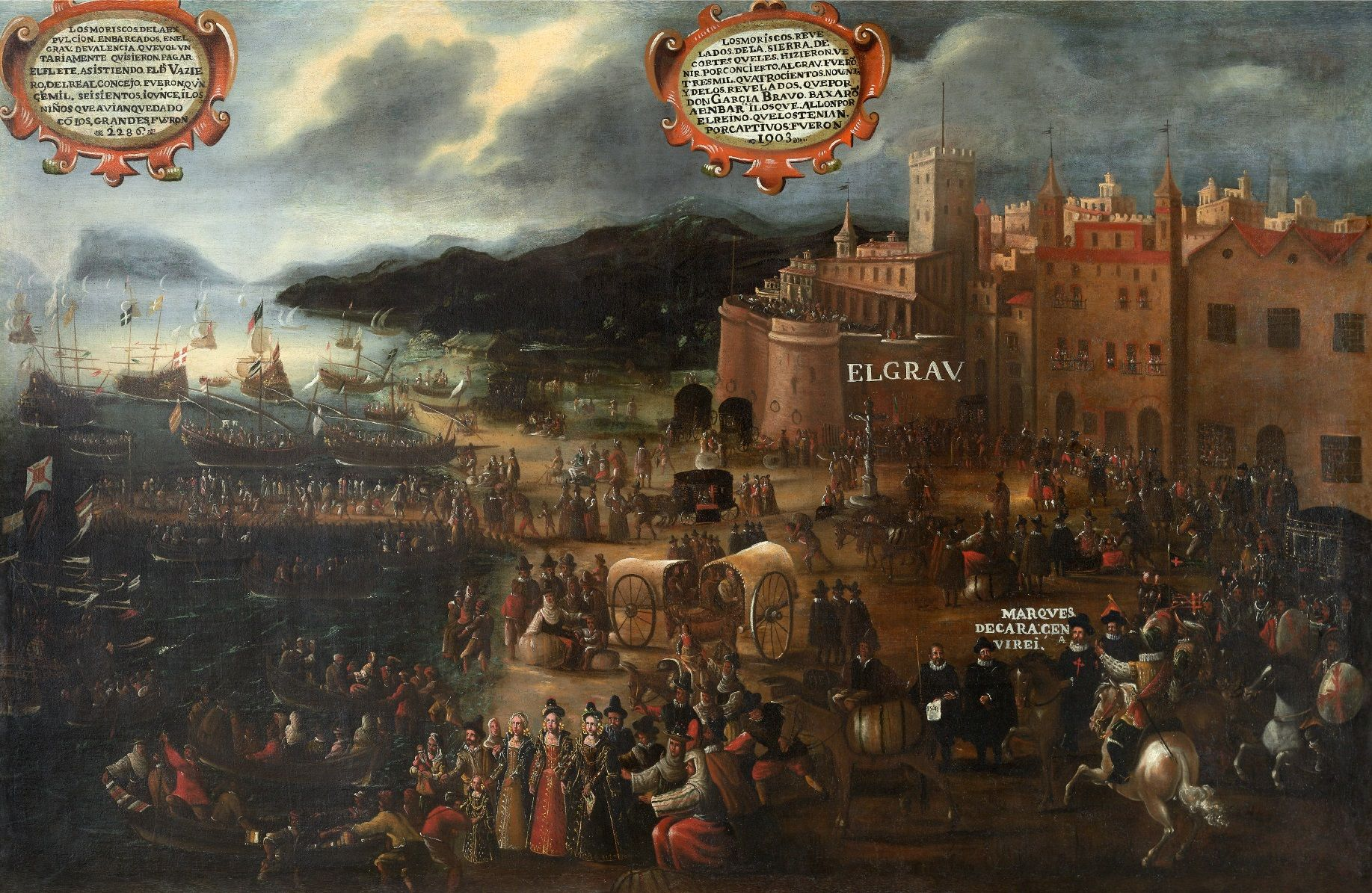
Wygnanie morysków – Wsiadanie na statki w Walencji

Moryskowie (hiszp. morisco – „mały Maur”) – muzułmańska ludność Półwyspu Iberyjskiego, która po zwycięstwie rekonkwisty w 1492 roku zdecydowała się na przyjęcie chrześcijaństwa.
Analogicznie, ludność pochodzenia żydowskiego, która również przyjęła chrzest, nazywano marranami. Moryskami nazywano także renegatów, którzy przyjęli islam i walczyli po stronie muzułmanów przeciw Europejczykom.
Władza hiszpańska traktowała ich jednak zawsze z rezerwą, a nawet dopuszczała się prześladowań. W 1566 roku hiszpański król Filip II wydał edykt zakazujący moryskom zamieszkującym Grenadę posługiwania się językiem arabskim i zmuszający ich do porzucenia tradycyjnych ubiorów i obyczajów. Moryskowie wywołali w 1569 roku powstanie, walczyli głównie w górach Sierra Nevada – po dwóch latach zostali pokonani i przesiedleni na inne tereny kraju, a w 1609 roku ostatecznie wypędzeni z Hiszpanii na mocy specjalnego edyktu. Osiedlili się na terenach Afryki Północnej.